# II. Szelamet Giráj krími kán
II. Szelamet Giráj (krími tatár: II Selâmet Geray, ٢ سلامت كراى), (1691 – 1751) krími tatár kán, I. Szelim kán fia.

## Élete
Szelamet 1713–1715 között a perekopi erőd parancsnoka volt, 1724–1727-ben a núreddin és II. Mengli Giráj kán idején, 1727—1730 valamint 1737—1740 között a kalgai méltóságot viselte. Mengli 1740-es halála után a szultán Szelametet nevezte ki kánnak. II. Szelamet unokaöccseit, Azamatot és Toktemist helyezte a kánság legfontosabb pozícióiba.
Szelamet legfontosabb tevékenysége az volt, hogy újjáépítette az oroszok által lerombolt Bahcsiszerájt. Az ő idejében kezdődött a káni palota, és különösen a nagymecset rekonstrukciója. A mai napig láthatóak a nevét tartalmazó feliratok a kis- és nagymecsetben és a Díván Termében.
A külső viszonyokat illetően a kánt leginkább az orosz terjeszkedés nyugtalanította. Felvetette egy esetleges oroszellenes török-svéd szövetség lehetőségét, de önállóan nem cselekedhetett, a szultán pedig nem akarta megszegni az orosz békeszerződést. 1743-ban az orosz követ bepanaszolta őt a szultánnál, mert a háború idején ejtett foglyok kiszabadításért nem tett eleget és végül I. Mahmud leváltotta őt a káni méltóságról. Utóda II. Szelim Giráj lett.
Szelamet a ruméliai Jambolban telepedett le és 1751-ben meghalt.

## Fordítás
Ez a szócikk részben vagy egészben  a(z)   Селямет II Герай című orosz Wikipédia-szócikk ezen változatának fordításán alapul.  Az eredeti cikk szerkesztőit annak laptörténete sorolja fel. Ez a jelzés csupán a megfogalmazás eredetét és a szerzői jogokat jelzi, nem szolgál a cikkben szereplő információk forrásmegjelöléseként.
| Előző uralkodó: II. Mengli Giráj | Krími kán 1740 – 1743 | Következő uralkodó: II. Szelim Giráj |